# Colombia en los Juegos Olímpicos de la Juventud 2010
Colombia participó en los Juegos Olímpicos de la Juventud 2010, realizados en Singapur de 2010, con una delegación de 25 deportistas los cuales participaron en 12 disciplinas deportivas.

## Deportes
Colombia acudió con deportistas para doce disciplinas. Las modalidades deportivas de Ciclismo y Halterofilia fueron las más concurridas con cuatro representantes cada una. 
| \| Disciplina \| Deportistas \| \| Halterofilia \| 4 \| \| Ciclismo \| 4 \| \| Lucha \| 3 \| \| Natación \| 3 \| \| Triatlón \| 2 \| \| Gimnasia \| 2 \| \| Atletismo \| 2 \| \| Boxeo \| 1 \| \| Equitación \| 1 \| \| Taekwondo \| 1 \| \| Tenis \| 1 \| \| TOTAL \| 25 \| |             |
| Disciplina | Deportistas |
| Halterofilia | 4           |
| Ciclismo | 4           |
| Lucha | 3           |
| Natación | 3           |
| Triatlón | 2           |
| Gimnasia | 2           |
| Atletismo | 2           |
| Boxeo | 1           |
| Equitación | 1           |
| Taekwondo | 1           |
| Tenis | 1           |
| TOTAL | 25          |

## Competidores
La delegación colombiana para los Juegos Olímpicos de la Juventud 2010 se conformó por 25 deportistas y su abanderado fue Éider Arévalo, estuvo conformada por los competidores:

## Desempeño
Colombia ocupó el vigésimo segundo lugar en la primera edición de los Juegos Singapur 2010, siendo para la fecha el mejor desempeño de la delegación de Colombia en unos Juegos Olímpicos y el segundo país suramericano con el mayor número de medallas después de Brasil.

### Medallero
| Año  | País                | Sede     | Posición | Oro | Plata | Bronce | Total |
| ---- | ------------------- | -------- | -------- | --- | ----- | ------ | ----- |
| 2010 | Bandera de Singapur | Singapur | 22/205   | 2   | 3     | 0      | 5     |

### Deportistas destacados
Los deportistas colombianos que conquistaron una medalla en las competiciones deportivas realizadas en Juegos Olímpicos de la Juventud 2010 fueron:
| Clasificación del País | Clasificación del Total | Deportista           | Disciplina   |   |   |   | Total |
| 1                      |                         | Juan Sebastián Gómez | Tenis        | 1 | 0 | 0 | 1     |
| 1                      |                         | Brayan Ramírez       | Ciclismo     | 1 | 0 | 0 | 1     |
| 1                      |                         | David Oquendo        | Ciclismo     | 1 | 0 | 0 | 1     |
| 1                      |                         | Jessica Lergada      | Ciclismo     | 1 | 0 | 0 | 1     |
| 1                      |                         | Jhonnatan Botero     | Ciclismo     | 1 | 0 | 0 | 1     |
| 6                      |                         | Juan Carlos Carrillo | Boxeo        | 0 | 1 | 0 | 1     |
| 6                      |                         | Mario Gamboa         | Equitación   | 0 | 1 | 0 | 1     |
| 6                      |                         | José Mena            | Halterofilia | 0 | 1 | 0 | 1     |